# 대한민국 상법 제92조의2
대한민국 상법 제92조의2는 대한민국 상법의 조문이다.

## 조문
제92조의2(대리상의 보상청구권)① 대리상의 활동으로 본인이 새로운 고객을 획득하거나 영업상의 거래가 현저하게 증가하고 이로 인하여 계약의 종료후에도 본인이 이익을 얻고 있는 경우에는 대리상은 본인에 대하여 상당한 보상을 청구할 수 있다. 다만, 계약의 종료가 대리상의 책임있는 사유로 인한 경우에는 그러하지 아니하다.
② 제1항의 규정에 의한 보상금액은 계약의 종료전 5연간의 평균년보수액을 초과할 수 없다. 계약의 존속기간이 5년미만인 경우에는 그 기간의 평균년보수액을 기준으로 한다.
③ 제1항의 규정에 의한 보상청구권은 계약이 종료한 날부터 6월을 경과하면 소멸한다.
[본조신설 1995.12.29.]

第92條의2(代理商의 補償請求權)① 代理商의 活動으로 本人이 새로운 顧客을 획득하거나 營業상의 去來가 현저하게 증가하고 이로 인하여 契約의 종료후에도 本人이 이익을 얻고 있는 경우에는 代理商은 本人에 대하여 상당한 補償을 請求할 수 있다. 다만, 契約의 종료가 代理商의 責任있는 사유로 인한 경우에는 그러하지 아니하다.
② 第1項의 規定에 의한 補償金額은 契約의 종료전 5年間의 平均年報酬額을 초과할 수 없다. 契約의 存續期間이 5年미만인 경우에는 그 기간의 平均年報酬額을 기준으로 한다.
③ 第1項의 規定에 의한 補償請求權은 契約이 종료한 날부터 6月을 경과하면 消滅한다.
[본조신설 1995. 12. 29.]

## 판례
상법 제92조의2 제1항은, 대리상의 활동으로 본인이 새로운 고객을 획득하거나 영업상의 거래가 현저하게 증가하고 이로 인하여 계약의 종료 후에도 본인이 이익을 얻고 있는 경우에는 대리상은 본인에 대하여 상당한 보상을 청구할 수 있다고 규정함으로써, 대리상이 계약 존속 중에 획득하거나 현저히 증가시킨 고객관계로 인하여 계약 종료 후에도 본인은 이익을 얻게 되나 대리상은 더 이상 아무런 이익을 얻지 못하게 되는 상황을 염두에 두고, 형평의 원칙상 대리상의 보호를 위하여 보상청구권을 인정하고 있다.
한편 대리상의 보상청구권에 관한 위와 같은 입법 취지 및 목적 등을 고려할 때, 제조자나 공급자로부터 제품을 구매하여 그 제품을 자기의 이름과 계산으로 판매하는 영업을 하는 자에게도, ① 예를 들어 특정한 판매구역에서 제품에 관한 독점판매권을 가지면서 제품판매를 촉진할 의무와 더불어 제조자나 공급자의 판매활동에 관한 지침이나 지시에 따를 의무 등을 부담하는 경우처럼 계약을 통하여 사실상 제조자나 공급자의 판매조직에 편입됨으로써 대리상과 동일하거나 유사한 업무를 수행하였고, ② 자신이 획득하거나 거래를 현저히 증가시킨 고객에 관한 정보를 제조자나 공급자가 알 수 있도록 하는 등 고객관계를 이전하여 제조자나 공급자가 계약 종료 후에도 곧바로 그러한 고객관계를 이용할 수 있게 할 계약상 의무를 부담하였으며, ③ 아울러 계약체결 경위, 영업을 위하여 투입한 자본과 그 회수 규모 및 영업 현황 등 제반 사정에 비추어 대리상과 마찬가지의 보호필요성이 인정된다는 요건을 모두 충족하는 때에는, 상법상 대리상이 아니더라도 대리상의 보상청구권에 관한 상법 제92조의2를 유추적용할 수 있다고 보아야 한다.

## 참고문헌
- (2006). 상법 제92조의2의 대리상의 보상청구권에 관한 연구. 상사판례연구, 19(3), 79-113.
- 석광현. (2006). 국제거래에서의 대리상의 보호 - 상법 제92조의2의 적용범위와 관련하여-. 법조, 55(1), 19-65.